# Jakob Adam (Politiker)
Jakob Adam (* 22. Oktober 1797 in Allschwil; † 12. März 1865 ebenda) war ein Schweizer Jurist und Politiker.

## Leben
Adam besuchte das Kollegium in Porrentruy und studierte Recht in Freiburg. Er war Offizier bei den Basler Truppen. In den Jahren 1830/31 stand er auf der Seite der Landbürger, die die Rechtsgleichheit mit den Städtern forderten; er wurde in Basel in Haft genommen.
In den Trennungswirren war Adam ein zurückhaltender Baselbieter Truppenführer. Im neuen Halbkanton war er Steuereinnehmer und wechselweise Landrat sowie von 1844 bis 1848 Regierungsrat und Richter. 1839 war er Bezirksgerichtspräsident und von 1848 bis 1850 Oberrichter. Wegen Anfeindungen zog er sich 1850 von allen Ämtern zurück.
Parteipolitisch war Adam zuerst Repräsentant der Bewegungspartei, 1860 aber Anti und ab 1862 im Vorstand des Patriotischen Vereins.